# Градище (Банско)
Вижте пояснителната страница за други значения на Градище.
Градище е тракийска крепост намираща се над град Банско, България.

## История
Крепостта е разположена на възвишение 6,64 km южно от Банско в местността Юлен, 500-600 m под Юленския мост, на десния бряг на река Демяница, покрай която минава пътят за хижа Демяница. На запад, изток и север склоновете на са скалити и непристъпни. От юг чрез тясна седловина възвишението се свързва с останалата част от планинския масив. Крепостта е ориентирана в посока север – юг. Дължината ѝ е около 100 m, а ширината – 30-40 m. Зидарията на крепостната стена е от ломени камъни и е суха. Останки от зид са запазени в северната страна, а в южната крепостната стена се проследява под насип. На север от крепостта, на останалата част на платото е имало тракийско селище, също укрепено.